# Komm, Jesu, komm

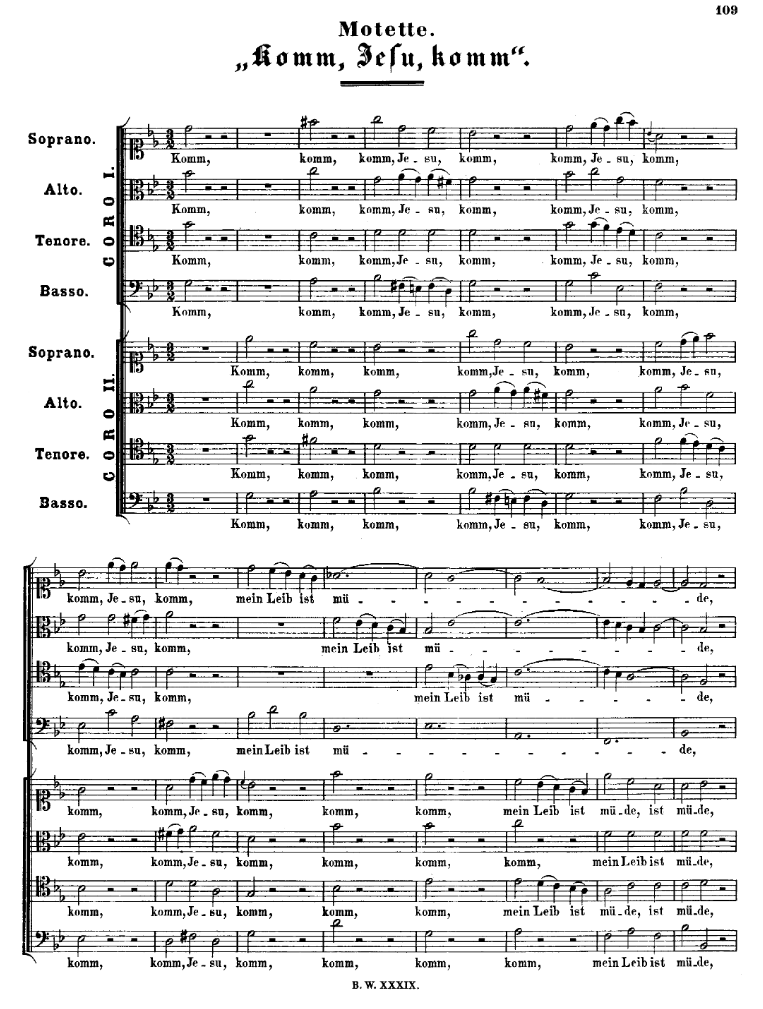
Anfang der Motette in der Ausgabe der Bach-Gesellschaft Leipzig bei Breitkopf & Härtel 1892.

Komm, Jesu, komm BWV 229 ist eine doppelchörige Motette von Johann Sebastian Bach zu einem Text von Paul Thymich.

## Entstehung
Die Nähe des Textes zur Thomasschule (s. u.) legt eine Verortung des Kompositionszeitraums in Bachs Leipziger Zeit nahe. Hans-Joachim Schulze zufolge ist sie spätestens 1732 entstanden, sodass als Entstehungszeitraum die Spanne zwischen 1723 und 1732 in Betracht kommt. Ein Autograph der Partitur ist nicht erhalten.

## Text

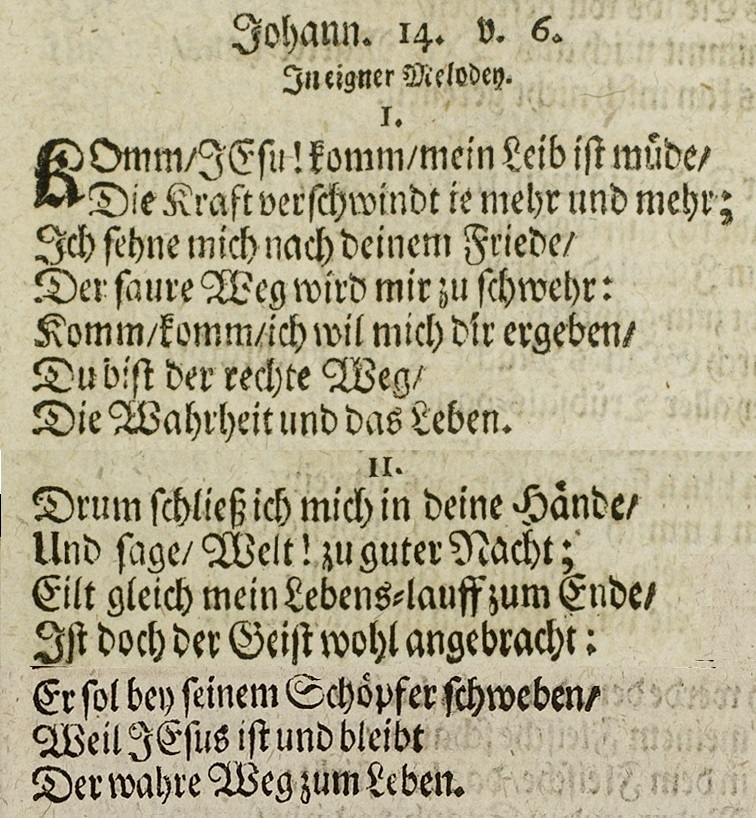
Erste und elfte Strophe des Liedes von Paul Thymich, Vollständiges Gesangbuch Teil VIII, Leipzig 1697

Der Text der Motette findet sich in Buch VIII Krancken- und Sterbe-Lieder des Leipziger Gesangbuchs Andächtiger Seelen geistliches Brand- und Gantz-Opfer / Das ist vollständiges Gesangbuch von 1697 und stammt von Paul Thymich, der als Lehrer an der Thomasschule tätig war. Das Gedicht hat eigentlich elf Strophen, von denen Bach die erste sowie die letzte verwendet. Alle Strophen des Gedichts verweisen in ihrem letzten Vers auf das sechste der Ich-bin-Worte des Johannes-Evangeliums: „Ich bin der Weg, die Wahrheit und das Leben“ (Joh 14,6 ).
Der Text der Motette lautet:
Komm, Jesu, komm, mein Leib ist müde,

Die Kraft verschwindt je mehr und mehr.

Ich sehne mich nach deinem Friede;

Der saure Weg wird mir zu schwer.

Komm, komm, ich will mich dir ergeben;

Du bist der rechte Weg, die Wahrheit und das Leben.

Drum schließ ich mich in deine Hände

Und sage, Welt, zu guter Nacht!

Eilt gleich mein Lebenslauf zu Ende,

Ist doch der Geist wohl angebracht.

Er soll bei seinem Schöpfer schweben,

Weil Jesus ist und bleibt der wahre Weg zum Leben.
Wie Josef Bachmair 1932 nachweisen konnte, ist der Text sogar noch wenige Jahre älter; schon im Jahr 1684 wurde er in einem Strophenliedsatz von dem damaligen Thomaskantor Johann Schelle vertont anlässlich der Beerdigung des Leipziger Professors und Thomasrektors Jacob Thomasius.

## Musik
Die Motette besteht aus zwei Teilen entlang der beiden Strophen. Der erste Teil ist in Form einer Spruchmotette gehalten, der zweite Teil als homophones Chorlied im Kantionalsatz. Die Motette erinnert in ihrer Anlage damit entfernt an Bachs Motette Der Geist hilft unser Schwachheit auf BWV 226.
| Abschnitt | Taktart  | Takte   | Text                                                | Stil                                                                       |
| --------- | -------- | ------- | --------------------------------------------------- | -------------------------------------------------------------------------- |
| 1         | 3⁄2      | 1–9     | Komm, Jesu, komm                                    | Dialogisch                                                                 |
| 1         | 3⁄2      | 10–15   | Mein Leib ist müde,                                 | Imitatorisch                                                               |
| 1         | 3⁄2      | 16–23   | Die Kraft verschwindt je mehr und mehr              | Vorsänger/Chor                                                             |
| 1         | 3⁄2      | 24–28   | Variante (Fortsetzung)                              | Dialogisch                                                                 |
| 1         | 3⁄2      | 29–37   | Ich sehne mich                                      | Dialogisch                                                                 |
| 1         | 3⁄2      | 38–43   | nach deinem Friede;                                 | Dialogisch                                                                 |
| 1         | 3⁄2      | 44–53   | Der saure Weg wird mir zu schwer!                   | 8-stimmiger Doppelkanon                                                    |
| 1         | 3⁄2      | 53–64   | Variante (Fortsetzung)                              | Dialogisch                                                                 |
| 2         | 4/4-Takt | 64–78   | Komm, ich will mich dir ergeben;                    | 4-stimmiges Fugato mit freiem Gegenchor                                    |
| 3         | 6⁄8      | 78–100  | Du bist der rechte Weg, die Wahrheit und das Leben. | Chöre 1 und 2 abwechseln in homophonem, teils polyphon aufgelockertem Satz |
| 3         | 6⁄8      | 100–122 | Variante (Fortsetzung)                              |                                                                            |
| 3         | 6⁄8      | 122–144 | Variante (Fortsetzung)                              |                                                                            |
| 3         | 6⁄8      | 144–167 | Variante (Fortsetzung)                              |                                                                            |

Der zweite Teil mag auf den ersten Blick einem vierstimmigen Choral ähneln, jedoch handelt es sich viel mehr um eine Aria, das heißt um ein Kunstlied und keinen Gemeindegesang. Der sängerische Anspruch geht über den typischen Choral hinaus, etwa in Form von großen oder unsanglichen Intervallen und größeren Melismata wie in den letzten Takten.
Die Aufführungsdauer liegt bei etwa 9 Minuten.